# Tlustice
Tlustice är en ort i Tjeckien.   Den ligger i regionen Mellersta Böhmen, i den centrala delen av landet, 50 km sydväst om huvudstaden Prag. Tlustice ligger 374 meter över havet och antalet invånare är 823.
Terrängen runt Tlustice är kuperad åt nordost, men åt sydväst är den platt.Runt Tlustice är det ganska tätbefolkat, med 179 invånare per kvadratkilometer. Närmaste större samhälle är Příbram, 19,9 km sydost om Tlustice. Trakten runt Tlustice består till största delen av jordbruksmark.